# UCI Africa Tour

Logo der UCI Africa Tour

Die UCI Africa Tour ist der vom Weltradsportverband UCI zur Saison 2005 eingeführte afrikanische Straßenradsport-Kalender. Sie gehört mit den anderen kontinentalen Rennserien (UCI America Tour, UCI Asia Tour, UCI Europe Tour, UCI Oceania Tour) zu den UCI Continental Circuits unterhalb der UCI ProTour (seit 2011: UCI WorldTour) und der zur Saison 2010 eingeführten UCI ProSeries.

## Teams
An den Rennen der UCI Africa Tour dürfen – abhängig von der UCI-Kategorie – UCI ProTeam, UCI Professional Continental Teams, UCI Continental Teams, sowie National-, Regional-, Vereins- und afrikanische Mixedteams teilnehmen.  Die ersten drei afrikanischen Continental Teams eines zu Saisonbeginns aufgrund der verpflichten Fahrer errechneten fiktionalen Rankings sind von den Veranstaltern der Rennen der ersten und zweiten Kategorie zwingend einzuladen.
| Rennen            | Teams |
| ----------------- | --- |
| HC (1.HC + 2.HC)  | UCI ProTeams (max. 65 %) UCI Professional Continental Teams UCI Continental Teams Nationalteams                        |
| 1 (1.1 + 2.1)     | UCI ProTeams (max. 50 %) UCI Professional Continental Teams UCI Continental Teams Nationalteams                        |
| 2 (1.2. + 2.2)    | UCI Professional Continental Teams UCI Continental Teams Nationalteams Regional-, Vereins- und afrikanische Mixedteams |
| Ncup (1.2. + 2.2) | Nationalteams Mixedteams                                                                                               |

## Rennen
Zu den wichtigsten UCI Africa Tour-Rennen zählen:
- Giro del Capo (bis 2009)
- Tour du Faso
- La Tropicale Amissa Bongo Ondimba
- Tour Ivoirien de la Paix

## Sieger UCI Africa Tour
| Jahr | Fahrerwertung         | Mannschaftswertung                   | Nationenwertung | Nationenwertung U23 |
| ---- | --------------------- | ------------------------------------ | --------------- | ------------------- |
| 2005 | Tiaan Kannemeyer      | Barloworld-Valsir                    | Südafrika       | —                   |
| 2006 | Jérémie Ouédraogo     | Cycling Team Capec                   | Südafrika       | —                   |
| 2007 | Hassen Ben Nasser     | Barloworld                           | Südafrika       | Südafrika           |
| 2008 | Nicholas White        | Team MTN                             | Südafrika       | Südafrika           |
| 2009 | Dan Craven Jamie Ball | Vereinigtes Königreich               | Südafrika       | Südafrika           |
| 2010 | Abdelatif Saadoune    | MTN Energade                         | Marokko         | Südafrika           |
| 2011 | Adil Jelloul          | Groupement Sportif Pétrolier Algérie | Marokko         | Südafrika           |
| 2012 | Tarik Chaoufi         | MTN Qhubeka                          | Marokko         | Eritrea             |
| 2013 | Adil Jelloul          | MTN Qhubeka                          | Marokko         | Eritrea             |
| 2014 | Mekseb Debesay        | MTN Qhubeka                          | Marokko         | Eritrea             |
| 2015 | Salah Eddine Mraouni  | Skydive Dubai Pro Cycling Team       | Marokko         | Algerien            |
| 2016 | Tesfom Okubamariam    | Al Nasr Dubaï                        | Eritrea         | Eritrea             |
| 2017 | Willie Smit           | Bike Aid                             | Eritrea         | Eritrea             |
| 2018 | Joseph Areruya        | Sovac-Natura4Ever                    | Eritrea         | Ruanda              |
| 2019 | Daryl Impey           | ProTouch                             | Südafrika       | Eritrea             |
| 2020 | Daryl Impey           | ProTouch                             | Südafrika       | Eritrea             |
| 2021 | Biniam Girmay         | ProTouch                             | Südafrika       | Eritrea             |
| 2022 |                       |                                      |                 |                     |

Zu den Regeln der einzelnen Ranglisten: